# Elisabeth Nägeli
Elisabeth Nägeli (* 17. Juli 1897 in Winterthur; † 11. Dezember 1988 ebenda) war eine Schweizer Juristin und Frauenrechtlerin.
Elisabeth Nägeli war die Tochter von Hans und Adele Nägeli. Nach dem Rechtsstudium an der Universität Zürich war sie für die Schweizerische Bankgesellschaft tätig. Sie begann sich für die Rechte der Frau zu engagieren und leitete von 1935 bis 1966 die Geschäftsstelle Zürich der Saffa. Im Bund Schweizerischer Frauenvereine sass Nägeli ab 1939 im Vorstand und amtete als Vizepräsidentin zwischen 1949 und 1961. Das Mandat des Bund Schweizerischer Frauenvereine in der Eidgenössischen AHV-Kommission hatte sie von 1948 bis 1967 inne. Während der Revision des Familienrechts war Nägeli 1958 vom Eidgenössischen Justiz- und Polizeidepartement (EJPD) in die Studienkommission gewählt worden. Als Rechtsberaterin bei der Frauenzentrale Winterthur engagierte sie sich von 1966 an. Nägelis Werk umfasst zahlreiche Beiträge zu rechtlichen und politischen Fragen, besonders im Hinblick auf die Rechte der Frauen.

## Werke
- Die Entwicklung der Bundesrechtspflege seit 1815. Winterthur 1920.
- Familienrecht im Umbruch. Zürcher Kantonalbank, Zürich 1975.
- Das neue Bürgerrechtsgesetz vom 29. September 1952 : Mit Erg. vom 7. Dezember 1956. Schulthess, Zürich 1958.
- Winterthurs Frauenorganisationen. Winterthurer Jahrbuch 1964, Winterthur 1965, Seiten 143–152.